# Most U Beina
Most U Beina (birm. ဦးပိန် တံတား) – pieszy most z drewna tekowego nad jeziorem Taungthaman w birmańskim Amayabuya, przedmieściu Mandalaj. Jest najdłuższym na świecie mostem wzniesionym z drewna tekowego.

## Historia
Most ma prawie 1200 metrów długości. Budowa obiektu trwała w latach 1849-1851. Został on wzniesiony w lekkim łuku i oparty na 1086 drewnianych filarach wbitych w dno płytkiego jeziora. Tekowe deski, które tworzą chodnik, zostały przeniesione ze starego pałacu królewskiego Inwa, który był w ruinie. W miarę upływu czasu niektóre z drewnianych filarów zastąpiono betonowymi.

## Turystyka
Most stanowi jedną z najpopularniejszych atrakcji turystycznych regionu i jeden z najczęściej fotografowanych obiektów miasta. Zależnie od pory roku, woda sięga tutaj prawie do samej kładki, albo teren niemalże wysycha, stanowiąc dla miejscowej ludności sezonowe ogrody warzywne. Obiekt odwiedzany jest przez turystów najczęściej tuż po wschodzie słońca, kiedy setki lokalnych chłopów i mnichów przemieszczają się po nim w drodze do miasta. Również o zachodzie słońca miejsce jest bardzo popularne - turystów dowozi się wówczas specjalnymi autobusami. Obok, zwłaszcza na brzegu zachodnim, znajdują się bary i sklepy z pamiątkami, a także przystanie małych łodzi, którymi wozi się turystów wokół budowli.

## Nazwa
Obiekt nosi imię burmistrza, który zlecił jego budowę, przy czym U, to birmański zwrot grzecznościowy, podobny do Pan.

## Galeria

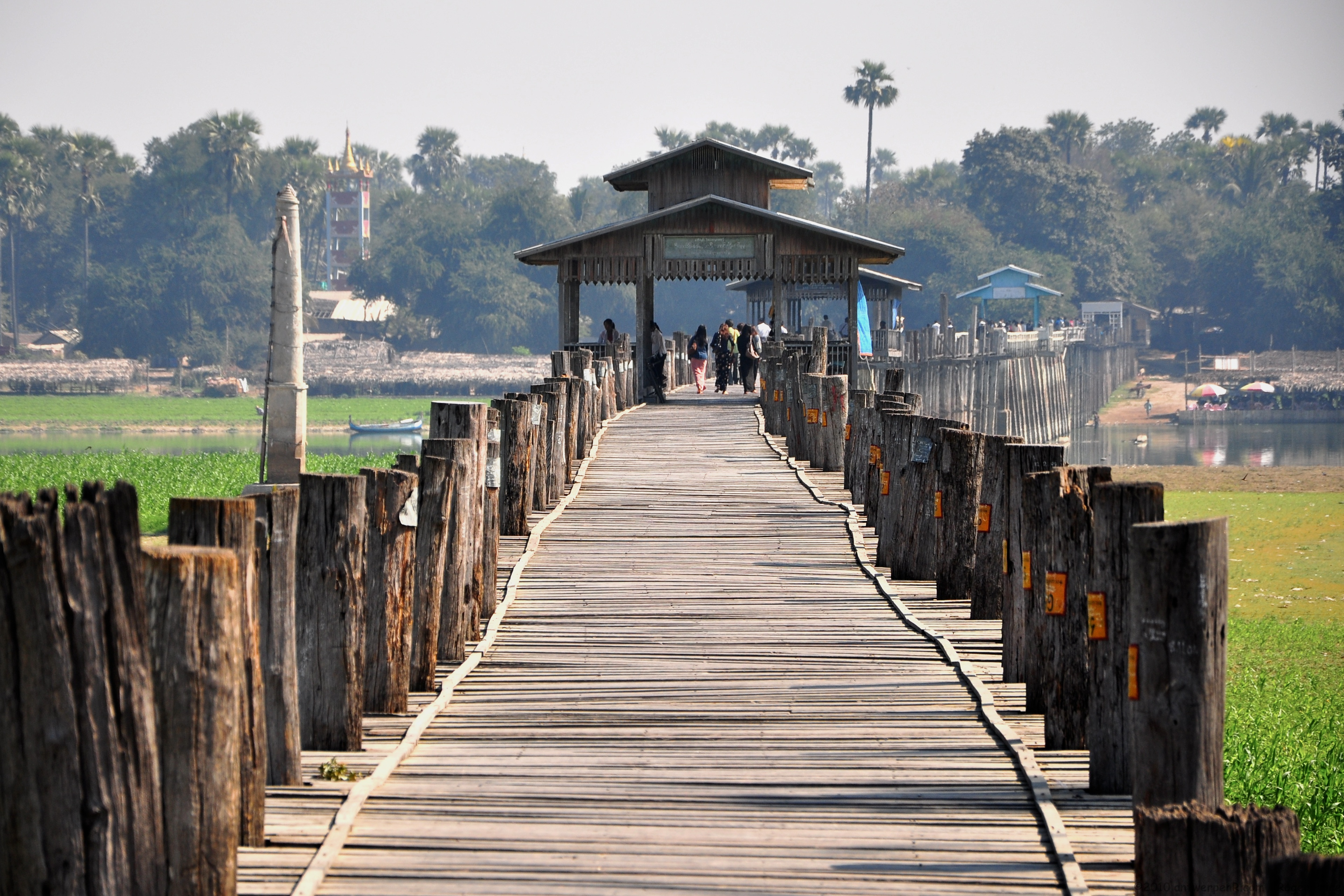
Kładka
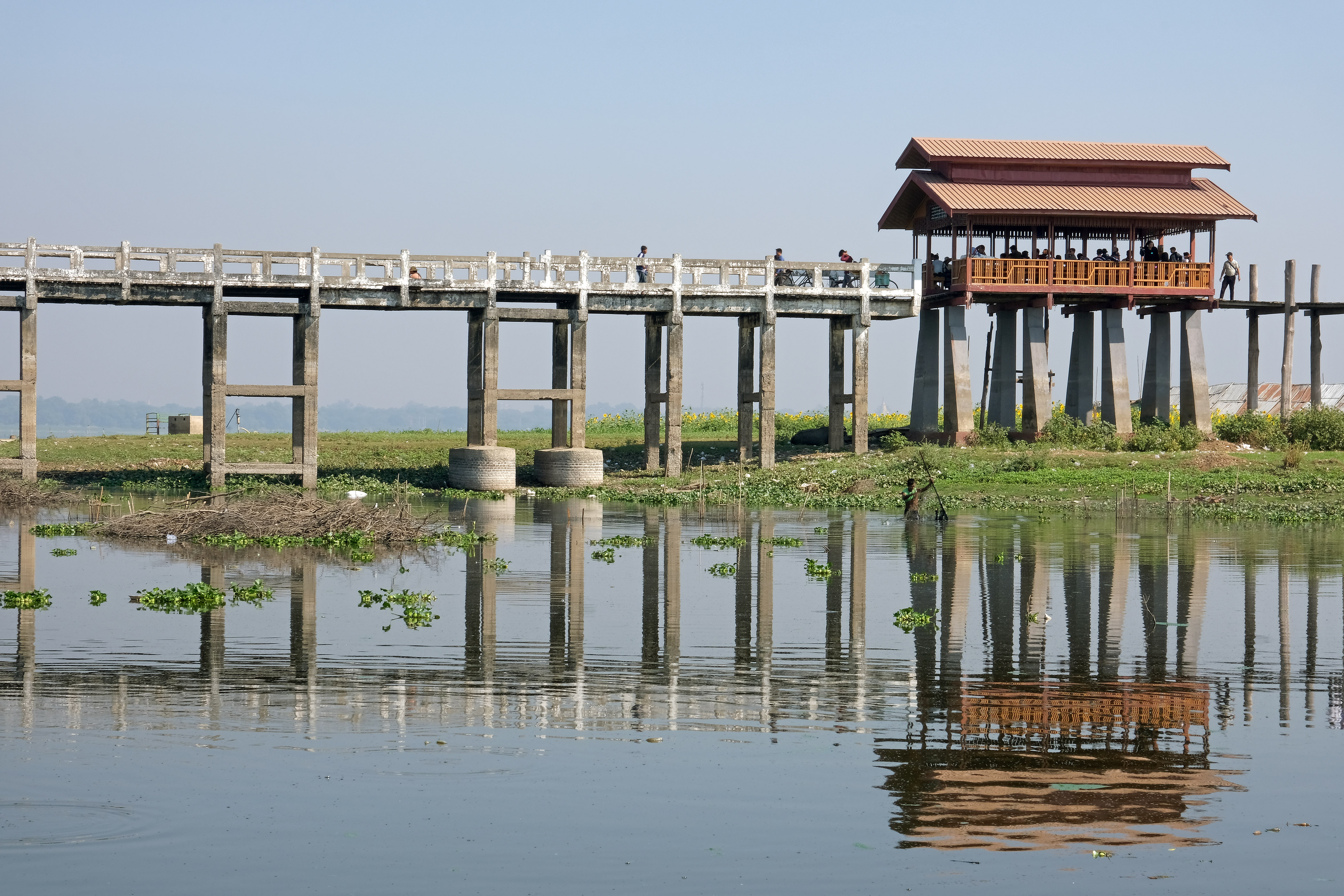
Fragment
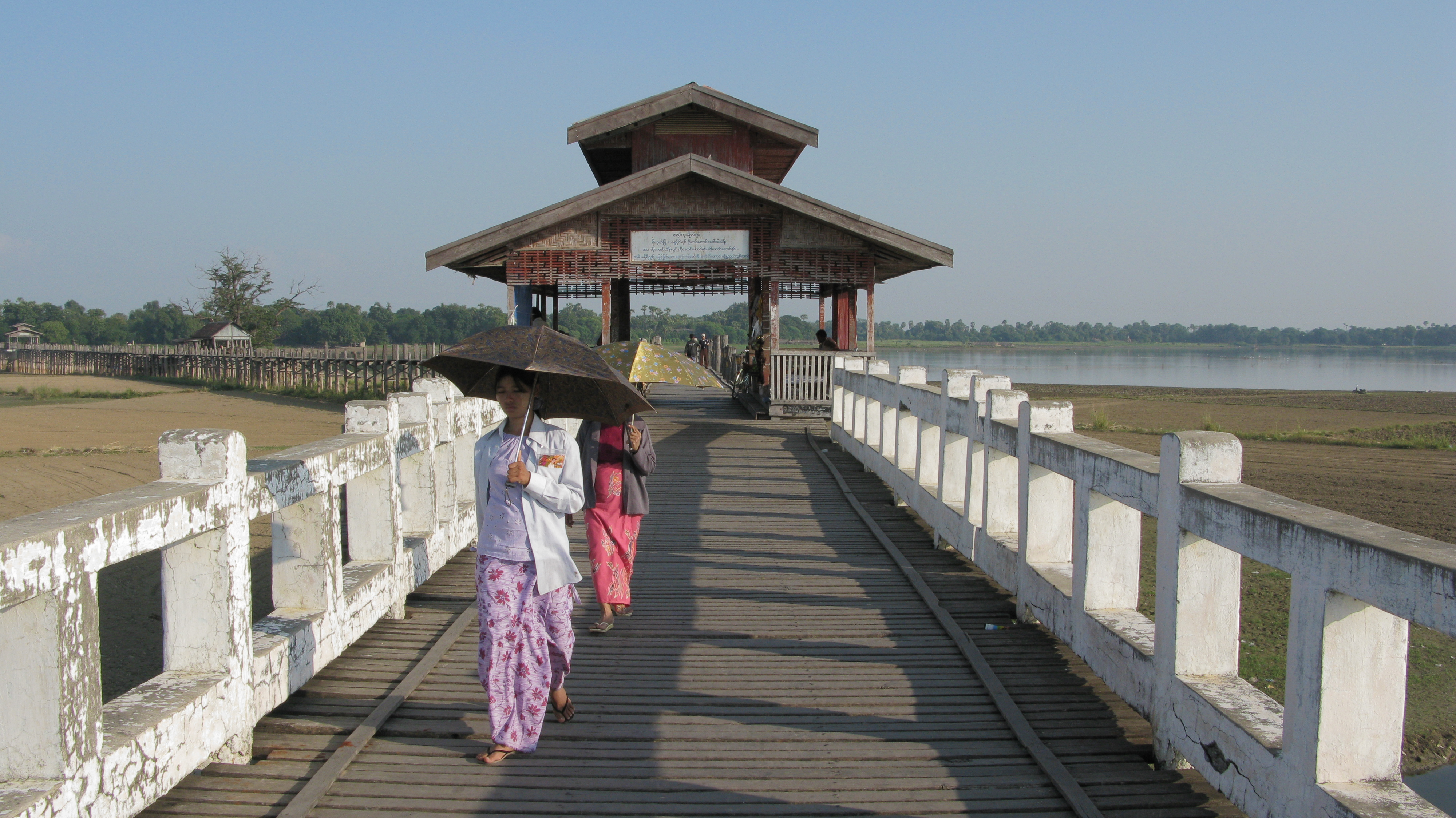
Most
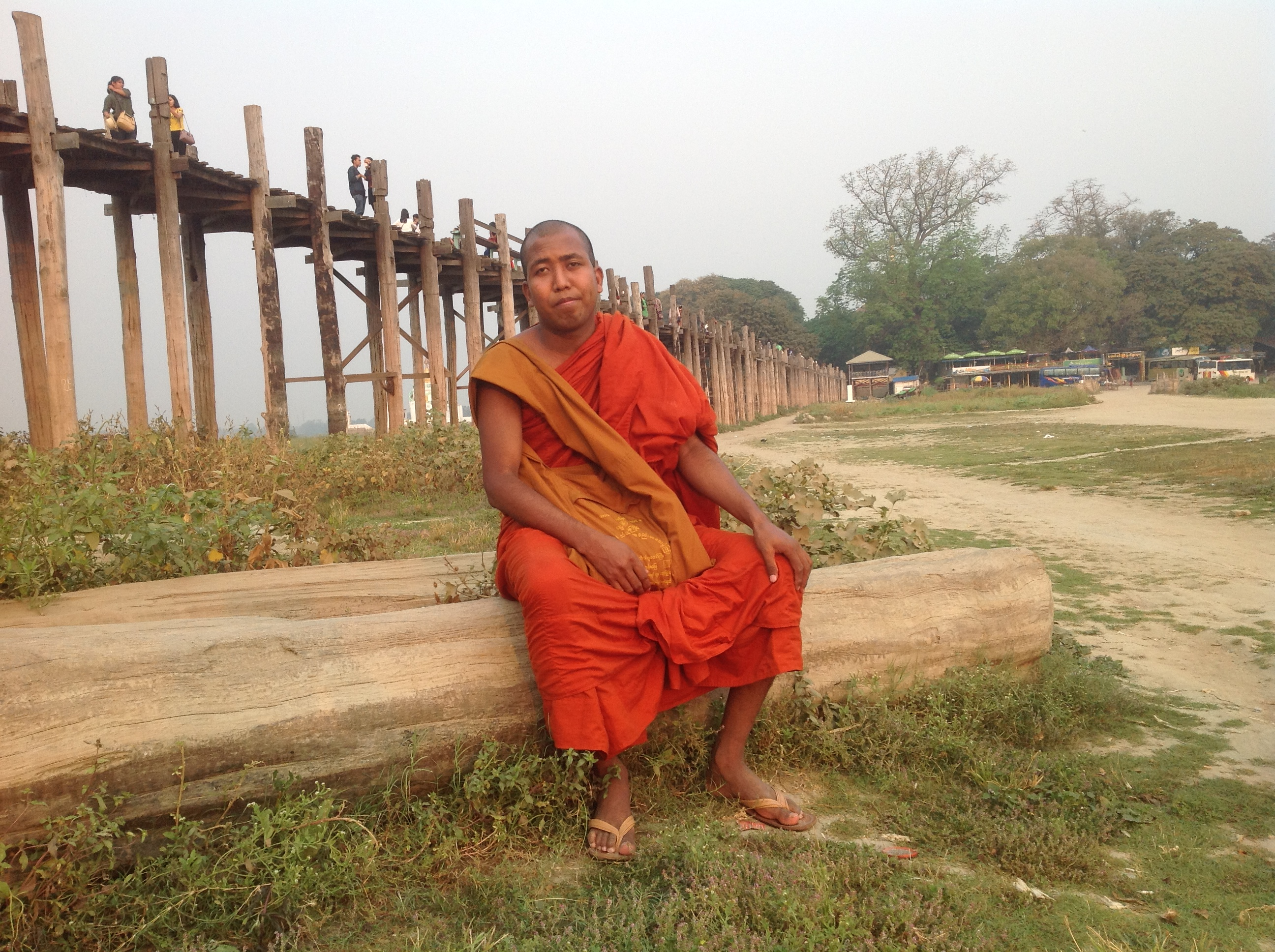
Mnich na tle mostu
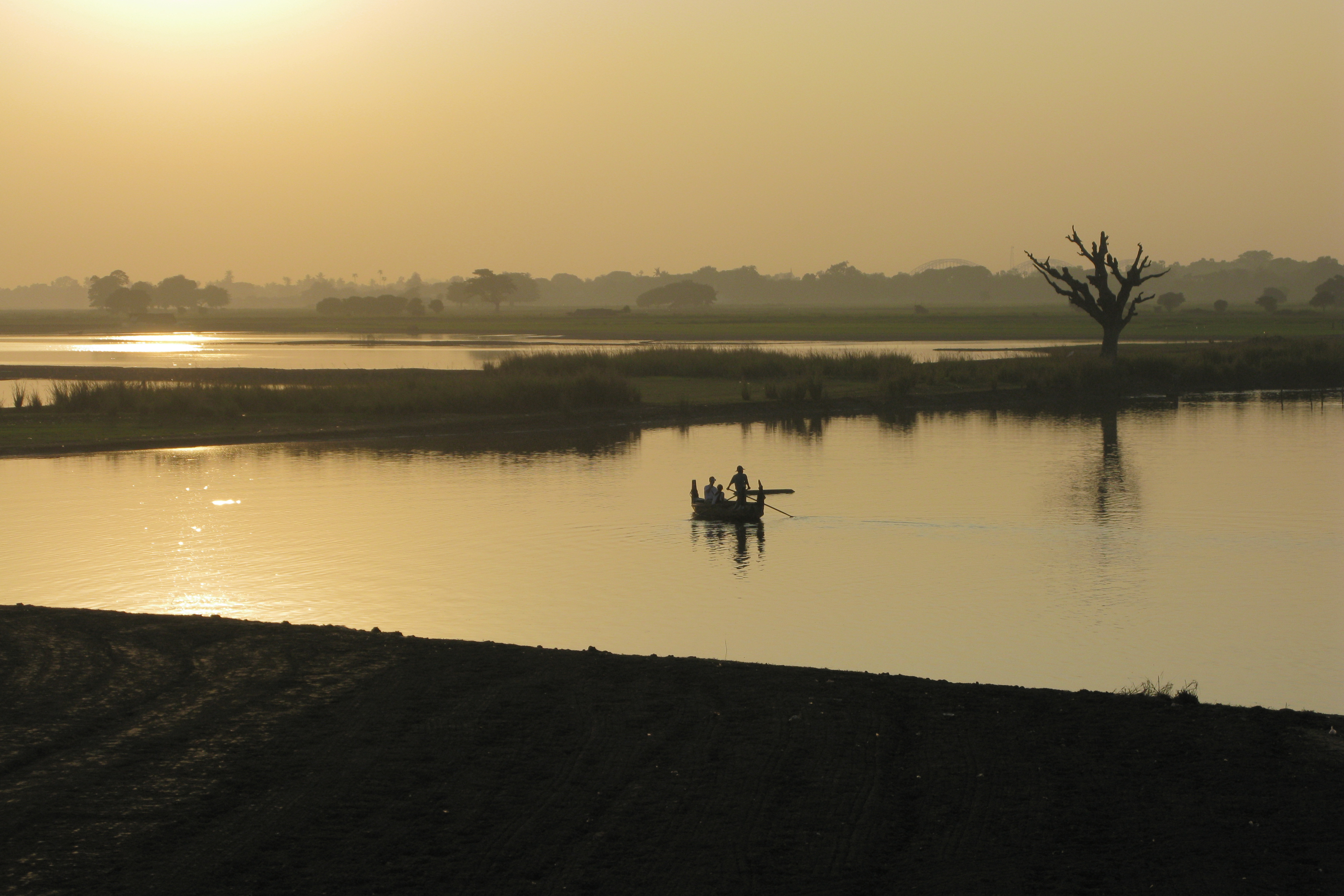
Taungthaman